# 마더 인디아
《마더 인디아》(Mother India)는 1957년 개봉한 인도의 서사 영화이다. 메붑 칸이 감독과 공동각본을 맡았다. 1958 필름페어상 작품상 수상작이다.

## 출연

### 주연
- 나기스
- 서닐 듀트
- 라젠드라 쿠마

### 조연
- 람 샤스트리
- 사지드 칸

## 같이 보기
- 제30회 아카데미상 외국어영화상 출품작 목록